# Brod (Štrpce)
Pour les articles homonymes, voir Brod.
Brod en albanais et Brod en serbe latin (en serbe cyrillique : Брод) est une localité du Kosovo située dans la commune/municipalité de Štrpce/Shtërpcë, district de Ferizaj/Uroševac (Kosovo) ou district de Kosovo (Serbie). Selon le recensement kosovar de 2011, elle compte 1 680 habitants, dont une majorité d'Albanais.

## Démographie

### Évolution historique de la population dans la localité
| 1948 | 1953 | 1961 | 1971  | 1981  | 1991  | 2011  |
| ---- | ---- | ---- | ----- | ----- | ----- | ----- |
| 863  | 969  | 957  | 1 078 | 1 350 | 1 608 | 1 680 |

|  |